# دیوید یزبک
دیوید یزبک (انگلیسی: David Yazbek؛ ۱۹۶۱) نویسنده، موسیقی‌دان، آهنگساز، ترانه‌سرا اهل ایالات متحده آمریکا بود.
وی همچنین برندهٔ جوایزی همچون جوایز امی شده‌است.